# Dia Mundial do Braille

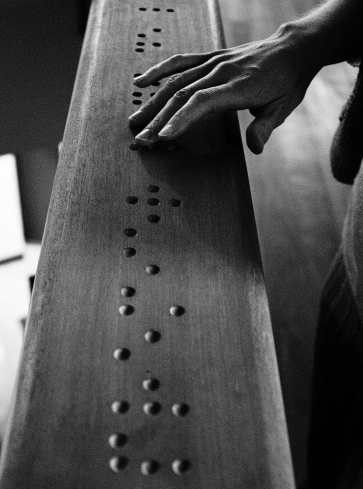
Uma mão lendo um código braille entalhado em madeira, onde a palavra "premier" pode ser lida em braille.

O Dia Mundial do Braille celebra-se a 4 de Janeiro. É uma data assinalada pela Assembleia Geral das Nações Unidas e proclamada em novembro de 2018, para consciencializar as pessoas da importância da invenção do código Braille como meio de comunicação para a plena realização dos direitos humanos das pessoas cegas ou com baixa visão.

## Luis Braille
Esta data coincide com a data de nascimento de Louis Braille (4 de janeiro de 1809 – 6 de janeiro de 1852), inventor deste sistema de leitura e de escrita. Louis Braille cegou aos três anos de idade, após ter-se ferido num olho. A inflamação transformou-se em infeção propagando-se para o outro olho e levando-o à cegueira total. Aos 10 anos, os pais de Louis Braille inscrevem-no com sucesso no Instituto Real para Jovens Cegos (Institution Nationale des Jeunes Aveugles), em Paris. Nesta escola, Braille mostrou entusiasmo pelas ciências e as humanidades desenvolvendo os seus estudos. Após várias tentativas Louis Braille desenvolveu um sistema de escrita, hoje universalmente aceite, que consiste num código de 63 caracteres. Cada caractere é composto por um a seis pontos em relevo dispostos numa matriz de seis posições. Estes caracteres são gravados em relevo e dispostos em linha sobre papel para serem lidos passando levemente as pontas dos dedos da esquerda para a direita sobre as linhas de pontos.

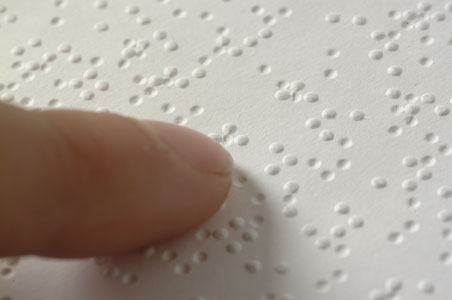
Braille

O código de Braille é um aperfeiçoamento do conceito inventado uns anos antes por Charles Barbier para permitir aos soldados franceses comunicar em situações de ausência de luz. Este sistema nunca foi efetivamente usado pelo exército francês, contudo, Louis Braille apropriou-se dele, simplificando-o, tornando-o naquilo que hoje reconhecemos como o código Braille. O código Braille mostrou ser mais eficaz em dar às pessoas invisuais acesso à palavra escrita do que o sistema de letras romanas em relevo em uso na altura em que Luis Braille era estudante.
Não obstante os esforços de Louis Braille, o seu código  levou  tempo a tornar-se a via padrão para a alfabetização de pessoas cegas. Com dedicação e persistência  Braille trouxe o seu sistema de leitura e escrita para as escolas. No entanto, apesar do mesmo ter sido imediatamente posto em prática por si e pelos seus colegas e alunos na escola onde estudou e lecionou, Braille enfrentou uma grande burocracia e resistência política para uma aceitação mais ampla do código Braille. O código Braille só foi oficialmente adotado em França em 1854, dois anos após a sua morte, trinta e um anos após a sua invenção.
Os anglo-saxónicos só adotaram o sistema Braille a partir de 1932, quando especialistas invisuais do Reino Unido e Estados Unidos se reuniram em Londres e acordaram na estabilização de um sistema conhecido como Braille Inglês Standard, grau 2. O sistema grau 2 é um sistema avançado e mais utilizado por pessoas cegas experientes e o sistema de grau 1 utiliza as mesmas letras, pontuação e números, mas acrescenta uma série de sinais especiais para representar palavras ou grupos de letras comuns, um tipo de abreviatura. Em 1957, especialistas anglo-americanos reuniram-se novamente em Londres para melhorar ainda mais o sistema.
O código Braille é provavelmente um dos maiores contributos na história ocidental para a educação e emancipação das pessoas cegas ou com baixa visão.